# ФК Есбјерг
ФК Есбјерг је дански фудбалски клуб са седиштем у Есбјергу, на југозападу државе. Клуб се тренутно такмичи у Суперлиги Данске и наступа на стадиону Блу Вотер Арена капацитета 16.942 седећих места. Есбјер је петоструки шампион Данске и троструки освајач Купа.

## Историја
ФК Есбјер основан је 23. јула 1924. године фузијом два клуба. Есбјерг Болдклубен и Есбјерг Аматерски клуб аматера након 12 такмичарских година спојиле су се у једно. Новонастали клуб, ФК Есбјерг, вођен је амбицијом за нечим већим што се већ видело дан након основања када је први тим победио у мечу са Фудбалским клубом Колдингом резултатом 7-0.
Златно доба клуба било је време прве половине шездесетих година прошлог века са аустријским тренером Рудијем Штритихом. Клуб је освојио данско првенство пет пута, док је трофеј у Купу освајао три пута. Највећи интернационални успех клуба је пласман у 1/16 финала и европско пролеће у Лиги Европе у сезони 2013/14.

## Трофеји
- Суперлига Данске
  - Победник (5):1961, 1962, 1963, 1965, 1979.
- Куп Данске
  - Победник (3):1964, 1976, 2013.

## Стадион
Стадион Есбјерга познат је као Блу Вотер Арена из спонзорских разлога. Стадион је изграђен давне 1955. године, а у потпуности реконструисан 2009. године и капацитет износи 16.942 седећих места. Поред дога што на њему наступа Есбјерг, овај стадион је и дом младе репрезентације Данске као и прве селекције данског тима.
Рекордна посећеност забележена је у првој шампионској сезони клуба, 1961. кодине када је на мечу против КБ-а присуствовало 22.000 људи.

## ФК Есбјерг у европским такмичењима
| Сезона  | Такмичење            | Коло        | Клуб             | Дом. | Гост | Укупно       |
| ------- | -------------------- | ----------- | ---------------- | ---- | ---- | ------------ |
| 1962/63 | Лига шампиона        | 1. коло     | Дукла Праг       | 0:0  | 0:5  | 0–5          |
| 1963/64 | Лига шампиона        | кв.         | ПСВ              | 3:4  | 1:7  | 4–11         |
| 1964/64 | Куп победника купова | 1. коло     | Кардиф сити      | 0:0  | 0:1  | 0–1          |
| 1966/67 | Лига шампиона        | 1. коло     | Дукла Праг       | 0:2  | 0:4  | 0–6          |
| 1978/79 | Куп УЕФА             | 1. коло     | Старт            | 1:0  | 0:0  | 1–0          |
| 1978/79 | Куп УЕФА             | 2. коло     | КуПС             | 4:1  | 2:0  | 6–1          |
| 1978/79 | Куп УЕФА             | 3. коло     | Херта            | 2:1  | 0:4  | 2–5          |
| 1978/80 | Куп УЕФА             | 1. коло     | Збројовка Брно   | 1:1  | 0:6  | 1–7          |
| 1980/81 | Лига шампиона        | 1. коло     | Халмштад         | 3:2  | 0:0  | 3–2          |
| 1980/81 | Лига шампиона        | 2. коло     | Спартак Москва   | 2:0  | 0:3  | 2–3          |
| 2003/04 | Куп УЕФА             | кв.         | Санта Колома     | 5:0  | 4:1  | 9–1          |
| 2003/04 | Куп УЕФА             | 1. коло     | Спартак Москва   | 1:1  | 0:2  | 1–3          |
| 2004    | Интертото куп        | 1. коло     | Рунавик          | 3:1  | 4:0  | 7–1          |
| 2004    | Интертото куп        | 2. коло     | Ница             | 1:0  | 1:1  | 2–1          |
| 2004    | Интертото куп        | 3. коло     | Ветра            | 4:0  | 1:1  | 5–1          |
| 2004    | Интертото куп        | 1/2 финала  | Шалке            | 1:3  | 0:3  | 1–6          |
| 2005/06 | Куп УЕФА             | 1. коло кв. | Флора            | 1:2  | 6:0  | 7–2          |
| 2005/06 | Куп УЕФА             | 2. коло кв. | Тромсе           | 0:1  | 1:0  | 1–1 (2:3пен) |
| 2013/14 | Лига Европе          | плеј-оф     | Сент Етјен       | 4:3  | 1:0  | 5–3          |
| 2013/14 | Лига Европе          | Група Ц     | Ред бул Салцбург | 1:2  | 0:3  | 2. место     |
| 2013/14 | Лига Европе          | Група Ц     | Елфсборг         | 1:0  | 2:1  | 2. место     |
| 2013/14 | Лига Европе          | Група Ц     | Стандард Лијеж   | 2:1  | 2:1  | 2. место     |
| 2013/14 | Лига Европе          | 1/16 финала | Фјорентина       | 1:3  | 1:1  | 2–4          |
| 2014/15 | Лига Европе          | 2. коло кв. | Каират           | 1:0  | 1:1  | 2–1          |
| 2014/15 | Лига Европе          | 3. коло кв. | Рух Хожов        | 2:2  | 0:0  | 2–2 (пгг)    |
| 2019/20 | Лига Европе          | 2. коло кв. | Солигорск        | 0:0  | 0:2  | 0–2          |